# Be A Star
Be A Star ist der Name der bulgarischen Vorentscheidung zum Eurovision Song Contest 2009. Die Show wurde vom Fernsehsender BNT übertragen.

## Vorrunden
Alle Beiträge für die Vorrunden mussten bis zum 19. September 2008 eingereicht werden. Die Künstler und Komponisten müssen bulgarischer Herkunft sein, die Sprache des Songs war freigestellt.
Zwischen 2. Oktober und 18. Dezember 2008 wurden in neun Vorrunden aus jeweils fünf Beiträgen jeweils drei Beiträge ausgewählt, davon einer von einer Jury und zwei weitere per Zuschauerabstimmung. In drei Viertelfinalen wurden aus jeweils neun Beiträgen aus den Vorrunden von den Zuschauern jeweils drei ins Halbfinale gewählt. Ins Halbfinale gewählt wurden:
- Dejan Dschenkow „Imam twoeto ime“
- Prima Wista „Let's Spread Love“
- Iskra i Mischa Iliew „Dokosni me“
- Gergana Dimowa „Jasno slanze“
- Plamen Penew „Daletschen swjat“
- Emilija Walenti „S teb“
- Sona „Senki“
- Tedi Slawtschewa feat. Teni & Iwa „Don't Look for Me“
- Stefan Iltschew „Get Up“

## Halbfinale
Zusätzlich wurden von einer Jury neun Beiträge bestimmt, die im Halbfinale antraten.
- Ivelina „Ready For Love“ (5. Platz im Viertelfinale)
- Moto „Rasstojanija“ (3. Platz der Telefonwertung in der Vorrunde)
- Stefan Dobrew „Everlasting Love“
- Sachara „Don't Kiss For Money“ (war in der Vorrunde disqualifiziert worden)
- JuraTone feat. Lady B „Chance To Love You“
- Nora „It's Not Right“
- Krassimir Avramov „Illusion“
- Dani Milew „Njama wreme“
- (Wessela Bonewa – Vessy „Ring The Bells“ – später disqualifiziert)
- Erilien & Najam Sheraz „Don't break my heart“ (nachgereicht)

Das Halbfinale fand am 24. Januar statt, dabei wurden von einer Jury neun der 18 Titel in das Finale gewählt. Wie zu erwarten, wählte die Jury nur einen Beitrag (Stefan Iltschew „Get Up“), der von den Zuschauern im Viertelfinale gewählt wurde, sowie acht der neun von der Jury ins Halbfinale gewählten Beiträge (dabei mit Moto „Rasstojanija“ ein Beitrag, der in der Vorrunde nur durch die Jurywertung scheiterte).

## Finale
Ins Finale gewählt wurden:
- Stefan Iltschew „Get Up“
- Ivelina „Ready For Love“
- Moto „Rasstojanija“
- Stefan Dobrew „Everlasting Love“
- Sachara „Don't Kiss For Money“
- JuraTone feat. Lady B „Chance To Love You“
- Nora „It's Not Right“
- Krassimir Awramow „Illusion“
- Dani Milew „Njama wreme“

Außerdem waren im Finale drei Titel antreten, die von BNT ausgewählt wurden:
- Poli Genowa „One Lifetime Is Not Enough“
- Grafa „Wrag“
- Mariana Popowa „Crazy“

Im Finale entscheiden nur die Zuschauer per Telefonabstimmung. Hier gewann Krassimir Avramov mit dem Titel Illusion.